# Aizanville
Aizanville est une commune française, située dans le département de la Haute-Marne en région Grand Est.

## Géographie

### Hydrographie
La commune est dans la région hydrographique « la Seine de sa source au confluent de l'Oise (exclu) » au sein du bassin Seine-Normandie. Elle est drainée par l'Aujon, divers bras de l'Aujon, le Fossé 01 des Valtins et le ruisseau de Sainte-Libère,.
L'Aujon, d'une longueur de 68 km, prend sa source dans la commune de Perrogney-les-Fontaines et se jette  dans l'Aube à Longchamp-sur-Aujon, après avoir traversé 17 communes. Les caractéristiques hydrologiques de l'Aujon sont données par la station hydrologique située sur la commune d'Aizanville. Le débit moyen mensuel est de 5,37 m3/s. Le débit moyen journalier maximum est de 57,2 m3/s, atteint lors de la crue du 23 janvier 2018. Le débit instantané maximal est quant à lui de 57,8 m3/s, atteint le 22 janvier 2018.

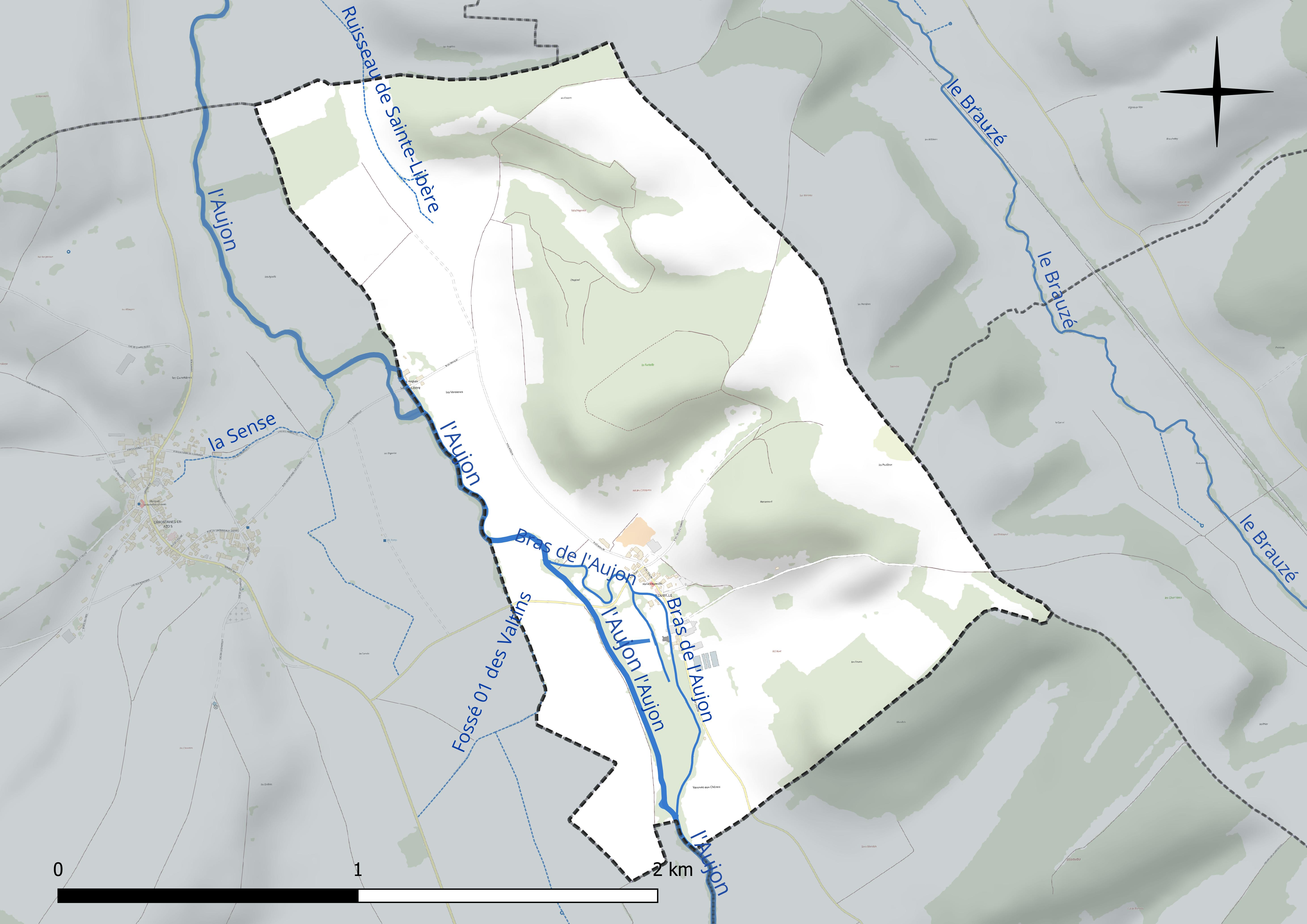
Réseau hydrographique d'Aizanville.

### Climat
Pour des articles plus généraux, voir Climat du Grand Est et Climat de la Haute-Marne.
En 2010, le climat de la commune est de type climat des marges montargnardes, selon une étude du Centre national de la recherche scientifique s'appuyant sur une série de données couvrant la période 1971-2000. En 2020, Météo-France publie une typologie des climats de la France métropolitaine dans laquelle la commune est exposée à un climat océanique altéré et est dans la région climatique Lorraine, plateau de Langres, Morvan, caractérisée par un hiver rude (1,5 °C), des vents modérés et des brouillards fréquents en automne et hiver.
Pour la période 1971-2000, la température annuelle moyenne est de 10,5 °C, avec une amplitude thermique annuelle de 16,1 °C. Le cumul annuel moyen de précipitations est de 943 mm, avec 12,8 jours de précipitations en janvier et 9,3 jours en juillet. Pour la période 1991-2020, la température moyenne annuelle observée sur la station météorologique de Météo-France la plus proche, « Cunfin_sapc », sur la commune de Cunfin à 18 km à vol d'oiseau, est de 11,0 °C et le cumul annuel moyen de précipitations est de 900,4 mm. 
La température maximale relevée sur cette station est de 41 °C, atteinte le 31 juillet 1983 ; la température minimale est de −21 °C, atteinte le 17 janvier 1985,,.
Les paramètres climatiques de la commune ont été estimés pour le milieu du siècle (2041-2070) selon différents scénarios d'émission de gaz à effet de serre à partir des nouvelles projections climatiques de référence DRIAS-2020. Ils sont consultables sur un site dédié publié par Météo-France en novembre 2022.

## Urbanisme

### Typologie
Au 1er janvier 2024, Aizanville est catégorisée commune rurale à habitat très dispersé, selon la nouvelle grille communale de densité à sept niveaux définie par l'Insee en 2022.
Elle est située hors unité urbaine. Par ailleurs la commune fait partie de l'aire d'attraction de Chaumont, dont elle est une commune de la couronne,. Cette aire, qui regroupe 112 communes, est catégorisée dans les aires de 50 000 à moins de 200 000 habitants,.

### Occupation des sols
L'occupation des sols de la commune, telle qu'elle ressort de la base de données européenne d’occupation biophysique des sols Corine Land Cover (CLC), est marquée par l'importance des territoires agricoles (67 % en 2018), une proportion identique à celle de 1990 (67 %). La répartition détaillée en 2018 est la suivante : 
terres arables (55,9 %), forêts (33 %), prairies (11,1 %). L'évolution de l’occupation des sols de la commune et de ses infrastructures peut être observée sur les différentes représentations cartographiques du territoire : la carte de Cassini (XVIIIe siècle), la carte d'état-major (1820-1866) et les cartes ou photos aériennes de l'IGN pour la période actuelle (1950 à aujourd'hui).

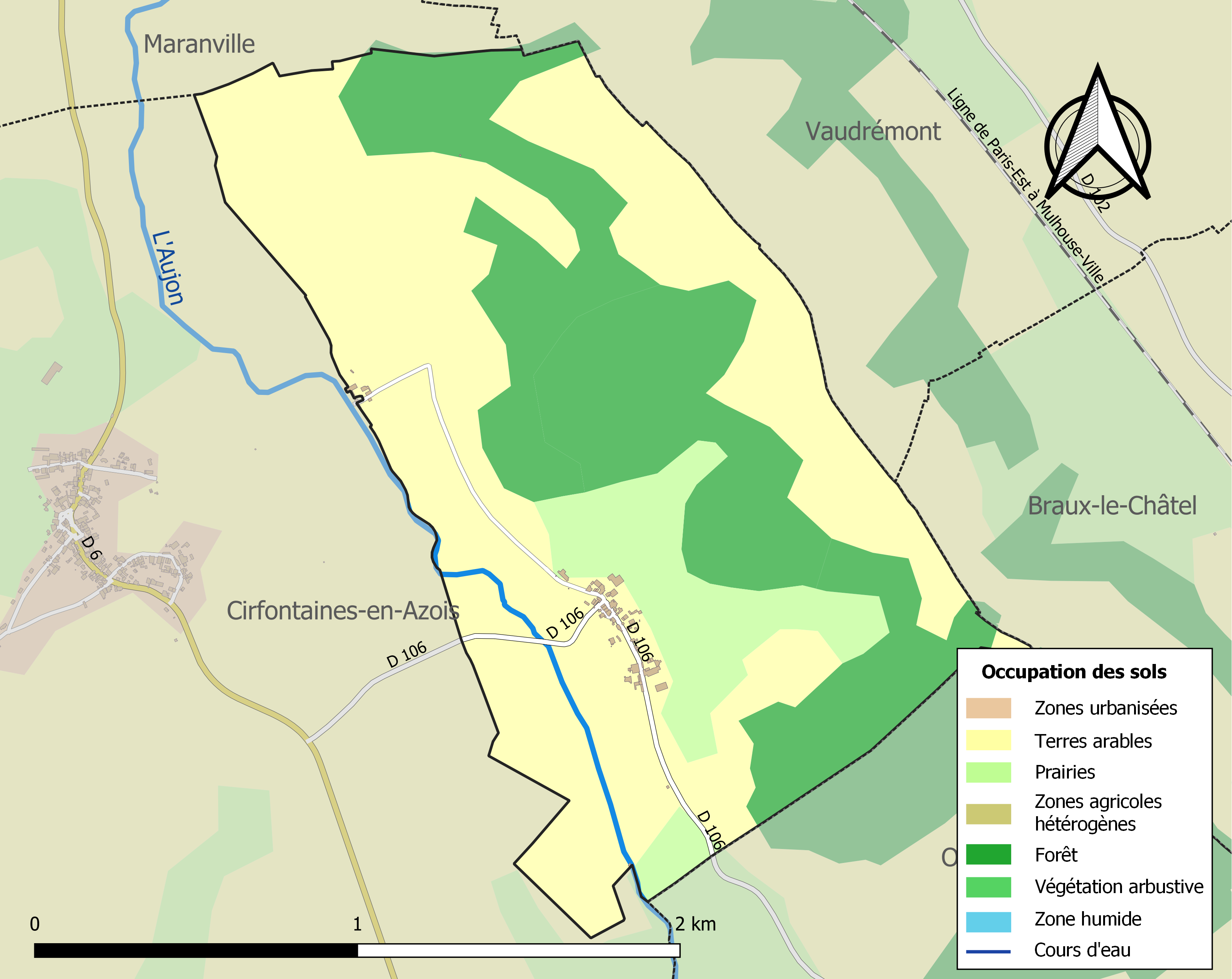
Carte des infrastructures et de l'occupation des sols de la commune en 2018 (CLC).

## Toponymie
Le nom de la localité est attesté sous les formes Assonvilla (1204-1210 environ) ; Aysenvilla (1220) ; Asenvilla (1221) ; Ainsanvilla (1226) ; Ainsenvilla (1255) ; Aissanvilla (1256) ; Esanville, Aisenvile (1274-1275) ; Aisanville (1378) ; Aysanville (1392) ; Aisenville (1427) ; Aezanvilles, Aizanville (1603) ; Aissanville (XVIIIe siècle)	.

## Politique et administration
| Période                                  | Période  | Identité                | Étiquette | Qualité     |
| ---------------------------------------- | -------- | ----------------------- | --------- | ----------- |
| 1817                                     | 1850     | Claude Hubert Royer     |           |             |
| 1850                                     | 1869     | Jean-Baptiste Roussel   |           |             |
| 1871                                     | 1874     | Jean Isidore Mouchotte  |           |             |
| 1870                                     | 1871     | Pierre Joseph Poinsot   |           |             |
| 1871                                     | 1874     | Jean Isidore Mouchotte  |           |             |
| 1875                                     | 1881     | Antoine Gustave Roussel |           |             |
| 1881                                     | 1918     | Octave Dubreuil         |           |             |
| 1920                                     | 1923     | Hyppolyte Chalmandrier  |           |             |
| 1923                                     | 1926     | Aristide Humblot        |           |             |
| 1941                                     | 1944     | Alphonse Chalmandrier   |           |             |
|                                          |          | André Hully             |           |             |
|                                          | 1995     | Madeleine Hully         |           |             |
| 1995                                     | 2008     | Bernard Guerber         |           | Agriculteur |
| 2008                                     | En cours | Jean-Michel Guerber     |           | Agriculteur |
| Les données manquantes sont à compléter. |          |                         |           |             |

## Population et société

### Démographie

#### Évolution démographique
L'évolution du nombre d'habitants est connue à travers les recensements de la population effectués dans la commune depuis 1793. Pour les communes de moins de 10 000 habitants, une enquête de recensement portant sur toute la population est réalisée tous les cinq ans, les populations de référence des années intermédiaires étant quant à elles estimées par interpolation ou extrapolation. Pour la commune, le premier recensement exhaustif entrant dans le cadre du nouveau dispositif a été réalisé en 2007.

En 2022, la commune comptait 27 habitants, en évolution de −18,18 % par rapport à 2016 (Haute-Marne : −4,62 %, France hors Mayotte : +2,11 %).
| 1793 | 1800 | 1806 | 1821 | 1831 | 1836 | 1841 | 1846 | 1851 |
| ---- | ---- | ---- | ---- | ---- | ---- | ---- | ---- | ---- |
| 138  | 171  | 165  | 170  | 170  | 171  | 152  | 156  | 157  |

| 1856 | 1861 | 1866 | 1872 | 1876 | 1881 | 1886 | 1891 | 1896 |
| ---- | ---- | ---- | ---- | ---- | ---- | ---- | ---- | ---- |
| 150  | 154  | 145  | 121  | 123  | 131  | 141  | 123  | 119  |

| 1901 | 1906 | 1911 | 1921 | 1926 | 1931 | 1936 | 1946 | 1954 |
| ---- | ---- | ---- | ---- | ---- | ---- | ---- | ---- | ---- |
| 116  | 112  | 100  | 60   | 74   | 73   | 62   | 60   | 63   |

| 1962 | 1968 | 1975 | 1982 | 1990 | 1999 | 2006 | 2007 | 2012 |
| ---- | ---- | ---- | ---- | ---- | ---- | ---- | ---- | ---- |
| 52   | 55   | 39   | 37   | 35   | 25   | 25   | 25   | 32   |

| 2017 | 2022 | - | - | - | - | - | - | - |
| ---- | ---- | - | - | - | - | - | - | - |
| 34   | 27   | - | - | - | - | - | - | - |